# Сердюк, Александр Петрович
Александр Петрович Сердюк (Шульц) (1906, Николаев, Херсонская губерния, Российская империя — февраль 1965 Москва, СССР) — советский футболист, нападающий.

## Игровая карьера
Выступал за николаевские команды «НСК», «Профинтерн», «Желдор», «Райком металлистов». Выступал в сборной города. В 1927 году в составе николаевской команды стал серебряным призёром чемпионата УССР По итогам турнира был включён в состав символической второй сборной Украины. В следующем году Сердюк в составе николавцев стал бронзовым призёром. В том же году по приглашению бывшего николаевца Ассира Гальперина отправился с другими игроками сборной города Михаилом Печёным и Михаилом Денисовым в Тбилиси в накануне созданный клуб «Динамо».
В августе 1928 года после одного из первых матчей киевского «Динамо», проигранного московским одноклубникам 2:6, киевляне решили искать усиление в клубах других городов. Так Денисов, Печёный и Сердюк надели футболки киевского клуба. В мае—июне 1931 года девять динамовцев были привлечены в состав сборной Киева для участия в очередном чемпионате Украинской ССР, который состоялся в столице советской Украины — Харькове. В турнире принимали участие команды восьми городов. Киевляне обыграли футболистов Днепропетровска — 4:0, Кадиевки — 3:1, а в финале — сборную Харькова, чемпиона предыдущих 6 розыгрышей турнира, — 3:1. Впервые чемпионами Украины стали киевляне, а в их составе Сердюк и Денисов.
В 1933 году в рамках первенства ДСО «Динамо» в Киеве состоялся матч открытия стадиона «Динамо». Сердюк был одним из участников этого исторического события.
В начале 1934 году вернулся в Николаев. В 1937 году в составе «Судостроителя» дебютировал в Кубке и в чемпионате СССР. 24 августа 1937 года в городе Иваново забил местному «Спартаку» первый гол «Судостроителя» в чемпионатах СССР.
Перешёл на тренерскую работу. Возглавлял местную команду «Спартак». В 1948 — «Судостроитель». Как тренер «корабелов» не преуспел — под его руководством команда проиграла 6 матчей из 6, после чего Сердюк был уволен. Продолжил работу в ДЮСШ города Николаева. В 50-х годах тренировал николаевский «Строитель», завоевавший в 1954 году бронзу чемпионата УССР.
Проживал в Николаеве. Умер во время одного из тренерских совещаний в Москве. Похоронен в Николаеве.

## Достижения
- Чемпионат УССР:

Чемпион (1): 1931
Серебряный призёр (1): 1927.
Бронзовый призёр (2): 1928, 1954 (как главный тренер).

## Прозвище
По одной из версий, прозвище «Шульц» Александр получил после выступления в николаевском цирке латышского борца среднего веса Кристиана Вейланда-Шульца, отличавшегося блестящей техникой.